# Dmitri Ferschtman
Dmitri Ferschtman (Moskou, 1945) is een Russisch-Nederlands cellist. 

## Levensloop
Hij begon met zijn muzikale vorming toen hij heel jong was aan de Centrale Muziekschool in Moskou en vanaf 1964 aan het Conservatorium van Moskou bij Galina Kozoloepova en Natalia Gutman. In zijn tweede jaar op het conservatorium richtte hij (met onder meer de altist Misha Geller) het Glinka strijkkwartet op, waarin hij speelde van 1966 tot 1978 en waarmee hij honderden concerten gaf in de Sovjet-Unie en daarbuiten. Ook trad hij als solist op. Met het kwartet won hij de eerste prijs tijdens een internationaal strijkkwartetconcours in Luik, België in 1969. Van 1969 tot 1973 was Ferschtman docent kamermuziek aan het Conservatorium van Moskou. 
In 1978 emigreerde Ferschtman met zijn vrouw, de pianiste Mila Baslawskaja, uit de Sovjet-Unie naar Nederland, waar een jaar later hun dochter, de violiste Liza Ferschtman, geboren werd.  
In Nederland bouwde hij een nieuwe carrière op. Hij speelde als solist met dirigenten als Frans Brüggen, Kenneth Montgomery en Edo de Waart. Ook is hij actief in verschillende kamermuziekensembles. Zo richtte hij, opnieuw met Misha Geller, een nieuw Glinka Kwartet op. Hij vormt een vast duo met zijn vrouw Mila Baslawskaja, met wie hij onder andere werken van Mjaskovski, Schnittke, Sjostakovitsj, Debussy en Franck opnam. Met de pianist Ronald Brautigam nam hij een CD  met werken van Prokofjev op, die een 10 kreeg in het muziektijdschrift Luister.
Dmitri Ferschtman was hoofdvakdocent cello aan het Koninklijk Conservatorium in Den Haag en het Conservatorium van Amsterdam. Daarnaast is hij vaak te gast op internationale festivals en geeft hij masterclasses in Duitsland, Frankrijk en Japan. Hij was docent bij de Holland Music Sessions vanaf 1993. Tot zijn leerlingen behoren onder anderen Pepijn Meeuws, Maarten Mostert, Vincent de Kort, Doris Hochscheid, Larissa Groeneveld, Quirine Viersen, Maya Fridman en Wouter Mijnders.
Ferschtman speelt op een cello gebouwd in 2020 door Gudrun Kremeier.